# Decrespignyite-(Y)
La decrespignyite-(Y) è un minerale.

## Etimologia
Il nome è in onore di Robert James Champion de Crespigny (1950-  ), direttore esecutivo di una compagnia mineraria australiana.